# Alonso Carrió de la Vandera
Alonso Carrió de la Vandera (Gijón, 1715 - Lima, 1783), connu aussi sous le nom de La Vandera ou par son pseudonyme littéraire Concolorcorvo, était un fonctionnaire, un commerçant, un voyageur et un écrivain espagnol.
On ne connaît pas la date précise de son arrivée en Amérique bien qu'il soit probable qu'il s'est trouvé en Nouvelle-Espagne vers 1735, et ait entrepris tout de suite le voyage vers le Río de la Plata et le Pérou où il se battit contre les incursions anglaises. En 1767 il accompagna les jésuites quand ils furent expulsés du domaine espagnol, cependant en 1771 il reçut la charge de Visiteur des Postes sur le tronçon étendu qui sépare les villes de Lima et de Buenos Aires.

## Œuvre
L'œuvre principale de La Vandera est le livre intitulé Lazarillo de ciegos caminantes (titre complet : Lazarillo de ciegos y caminantes desde Buenos Aires hasta Lima). Dans cet ouvrage, le narrateur est un voyageur qui raconte sur un ton documentaire le voyage lent et interminable dans une charrette, avec une première étape à Montevideo, depuis Buenos Aires jusqu'au Haut-Pérou en passant par Córdoba, Santiago del Estero, San Miguel de Tucumán, Salta, Jujuy, Tarija. La narration documentaire s'arrête (à moins que la suite soit perdue) après l'entrée dans le Haut-Pérou.
Le texte est précieux du fait qu'il apporte, avec le ton agréable et typique de la littérature de voyages, une information culturelle, géographique, historique et économique sur un territoire étendu, en signalant les observations, sur des aspects importants du territoire parcouru tel qu'il était à son époque, et son style ne rend jamais ces observations ennuyeuses ; par exemple il signale la relative pauvreté architecturale de la ville de Buenos Aires, la richesse atteinte par certains secteurs de la société de Córdoba, le rôle de miliciens de la frontière que remplissaient les troupes levées par le conseil municipal de Santiago del Estero, l'aptitude à l'agriculture de la zone de San Miguel de Tucumán, la beauté des femmes de Salta, néanmoins, même si elles étaient souvent affligées d'un goitre (du fait que l'eau qu'elles buvaient manquait d'iode), ou la présence dans les zones de Jujuy et de Tarija de désœuvrés qui dans l'opinion de La Vandera étaient « grossiers » et trop relâchés dans leurs mœurs, ce que l'on remarquait dans leurs chansons improvisées (payadas) que chantaient aussi bien les femmes que les hommes.
Le livre en question est indiqué comme édité à Gijón en 1773 mais la première édition imprimée connue a été faite à Lima en 1776 ; on pense à l'heure actuelle qu'il ne s'agit pas d'une œuvre d'Alonso Carrió de la Vandera mais de son secrétaire, un indigène péruvien nommé Calixto Bustamante, bien que la critique considère que Bustamante était le lazarillo, c'est-à-dire le guide de La Vandera. En tout cas il faut tenir compte de certains traits de style qui rappellent la littérature picaresque (ils apparaissent déjà dans le titre qui évoque Lazarillo de Tormes).
Un autre ouvrage signé Concolorcorvo est la Réforme du Pérou (1783), un texte avec des considérations politiques qui évoquent la scission de la vice-royauté du Pérou avant la création rapide de la vice-royauté du Río de la Plata.